# St. Martinus Schützenbruderschaft Borschemich
Die St. Martinus Schützenbruderschaft Borschemich e.V. ist eine der älteren historischen Schützenbruderschaften Nordrhein-Westfalens in Erkelenz-Borschemich, Kreis Heinsberg. Die Bruderschaft ist Mitglied im Bezirksverband Erkelenz.

## Geschichte
Im Jahr 1636 wird berichtet, dass die St. Martinus Schützenbruderschaft Borschemich besteht. Es war die Zeit der Reformationswirren. Nicht weit vom Wickrather Land liegt Borschemich, und die Herren von Quadt hatten den neuen Glauben angenommen, und mit ihnen das ihnen gehörige Land der Herrschaft Wickrath.  So war auch der Fronleichnamstag des Jahres 1636 gekommen, und im benachbarten Otzenrath hatte die Glaubensspaltung auch die sonst friedlich beisammen wohnenden Bewohner getrennt. In ihrer Bedrängnis und zum Schutze für das bedrohte Allerheiligste hatten die dem alten Glauben treu gebliebenen Otzenrather die benachbarten St. Martinusschützen um Hilfe gebeten, und in nachbarlicher Gesinnung eilten diese zu ihnen und trugen wesentlich dazu bei, dass der entstandene Streit geschlichtet wurde. Von dem  christlichen Gemeinschaftsgeist der Borschemicher zeugt auch die Tatsache, dass sie  auf ihr Eigentum zu Gunsten der Otzenrather Kirche eine erhebliche Roggenrente übernahmen, die  gegen Ende des vorigen 20. Jahrhunderts abgelöst wurde.

## Schützenbrauchtum
Schutzpatron der Bruderschaft ist der Heilige Martinus, der auch der Schutzpatron der Pfarrgemeinde Borschemich ist, siehe auch Pfarrkirche St. Martinus Borschemich.
Alte Königssilberplatten der Bruderschaften sind  aus dem 18. Jahrhundert vorhanden.
Die Bruderschaft feiert jeweils am Dreifaltigkeitssonntag, dem ersten Wochenende nach Pfingsten ihre Prunkfeierlichkeiten in Verbindung mit der Frühkirmes. Die Spätkirmes mit der Königskrönung findet jeweils im November in Verbindung mit dem Pfarrpatrozinium statt.
Zur Brauchtumspflege gehört unter anderem bei der Frühkirmes
- Errichten der Königs- und Ehrenmaien
- Eröffnungsball
- Festhochamt mit Gefallenenehrung
- Musikalischer Frühschoppen
- Festzüge durch den Ort
- Andacht in den Kirchenanlagen
- Kirchen- und Königsparaden
- Klompenball
- Königs- und Prinzenvogelschiessen zu Ermittlung der Majestäten

## Historische Dokumente und Unterlagen
- Königssilberplaketten ab dem 18. Jahrhundert (älteste aus dem Jahr 1730)
- alte Bruderschaftsfahne aus dem Jahr 1878
- lückenloses Protokollbuch ab dem Jahr 1902
- Festschrift aus dem Jahr 1936 (300-jähriges Bestehen)
- Buch aus dem Jahr 1986 (Borschemich – Geschichte und Geschichten)

## Umsiedlung
Aufgrund des Braunkohlentagebaues Garzweiler II wird der Ort Borschemich zur Zeit umgesiedelt. Das letzte große Schützenfest am alten Ort fand am letzten Mai Wochenende 2010 statt. Das erste große Schützenfest am neuen Umsiedlungsort Borschemich (neu) fand im Jahr 2011 im Rahmen eines Bezirksschützenfestes des Bezirksverbandes Erkelenz und den Feierlichkeiten zum 375-jährigen Bestehen der Bruderschaft statt.